# Dobośnia
Dobośnia lub Dubośna (biał. Добасна) – agromiasteczko w rejonie kirowskim obwodu mohylewskiego na Białorusi nad rzeką o tej samej nazwie, nieco na północ od drogi międzynarodowej Warszawa-Moskwa na jej odcinku Bobrujsk-Rohaczów.

## Pałac
Od czasów średniowiecznych istniało tu grodzisko prasłowiańskie, na którego miejscu późniejsi właściciele: Glińscy i Radziwiłłowie wznosili swoje rezydencje. Od początków XIX wieku, aż do rewolucji bolszewickiej był to majątek ziemski rodu Bułhaków (ostatnim właścicielem był Emanuel Bułhak) z obszernym pałacem w stylu klasycystycznym z portykiem z sześcioma kolumnami podtrzymującymi tympanon oraz z perystylem opartym na sześciu kolumnach korynckich i pilastrami otaczającymi całą budowlę. Pałac zbudowany został w 1825 r. przez jednego z architektów petersburskich, prawdopodobnie z kręgu Carla Rossiego.
W pałacu, położonym w obszernym parku, znajdowały się bogate zbiory malarstwa flamandzkiego, holenderskiego i włoskiego (m.in. ze szkoły Tycjana), poszukiwane pasy słuckie Madżarskiego (w tym jeden z wyhaftowanym słowem „Radziwiłł”), zbiory broni dawnej, meble palisandrowe i ogromna biblioteka cennych rękopisów i starodruków (diariusze Aleksandra Śliźnia, „Kronika” Wincentego Kadłubka, archiwa rodzinne Glińskich, Bułhaków i wiele innych). 
W roku 1918, po likwidacji I Korpusu Polskiego i opuszczeniu tych terenów przez armię niemiecką, pałac (uznawany za jeden z najpiękniejszych na terenie dawnych północno-wschodnich Kresach Rzeczypospolitej) został splądrowany, zdemolowany, a na koniec spalony przez miejscową ludność, bądź też (nie jest to do końca pewne) przez prące na zachód bolszewickie wojska Michaiła
 Tuchaczewskiego.

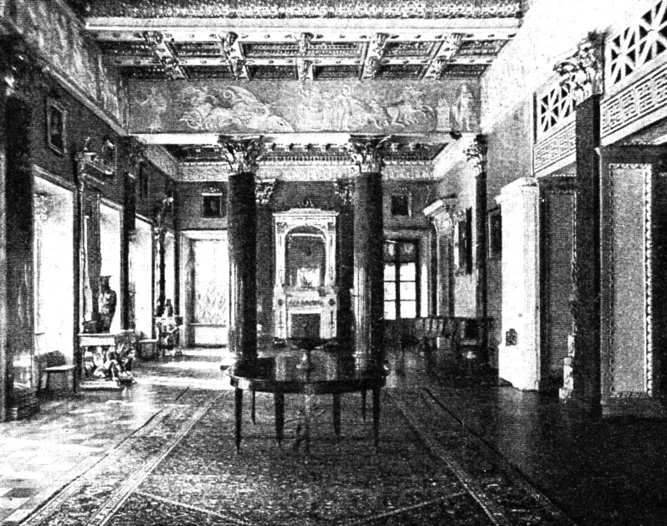
Sala jadalna pałacu w Dobośni
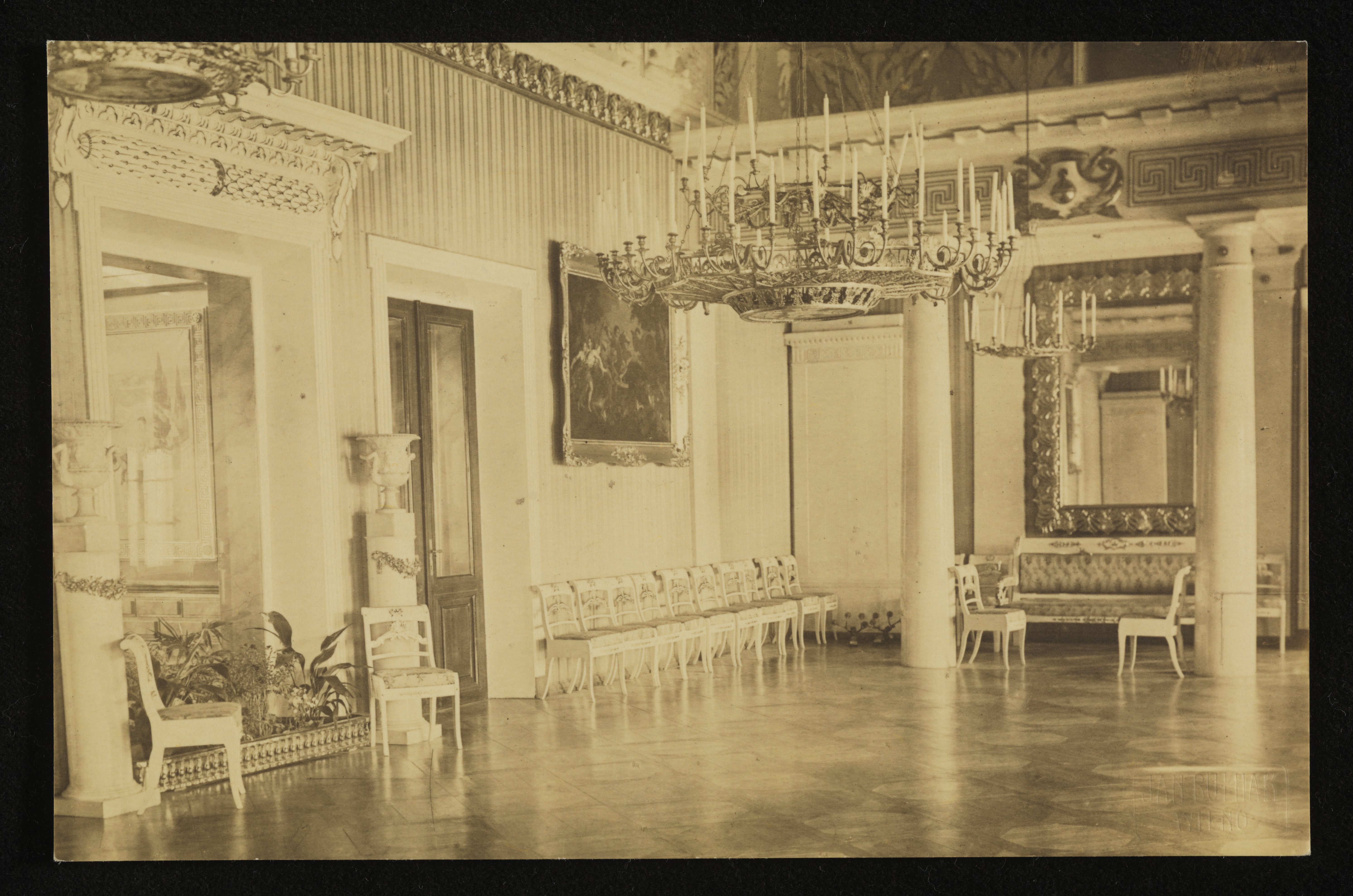
Wnętrza w 1914
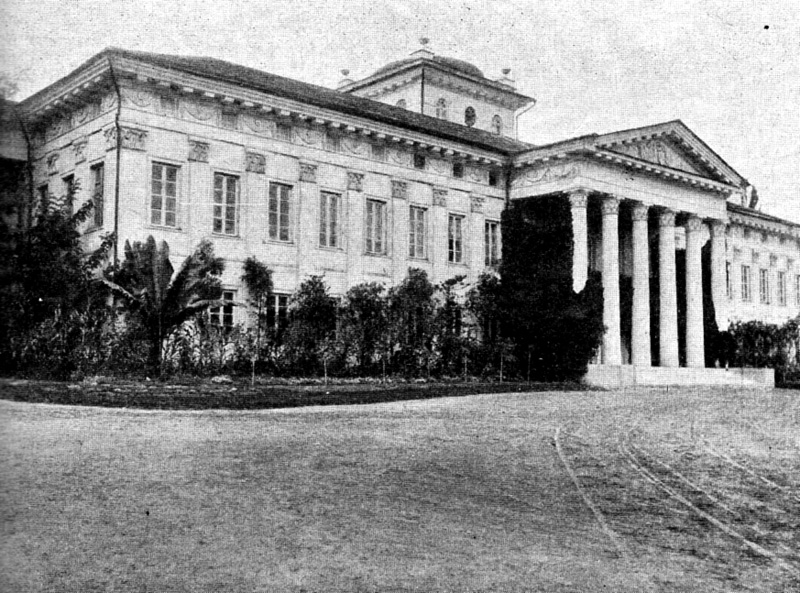
Widok ogólny pałacu
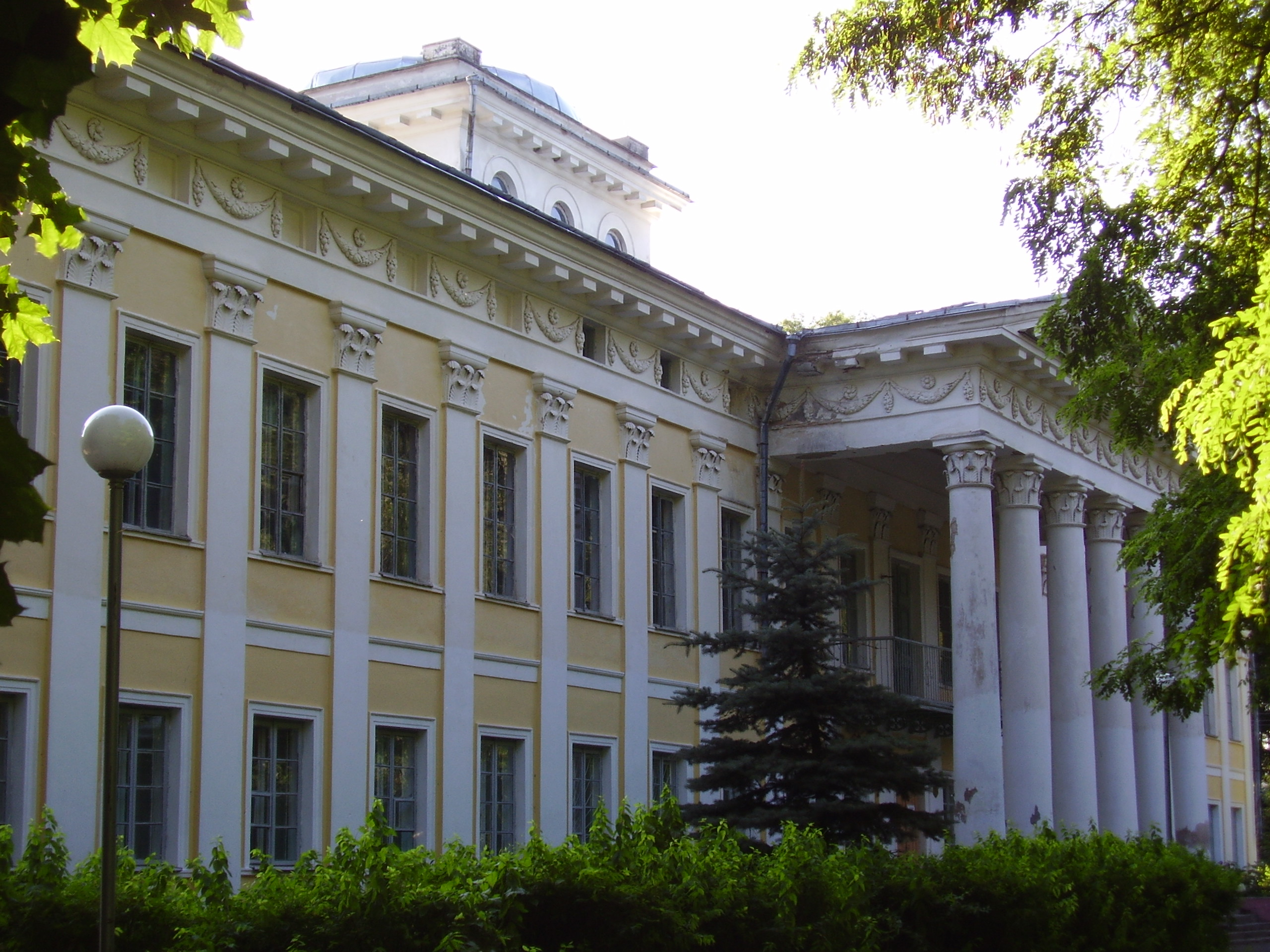
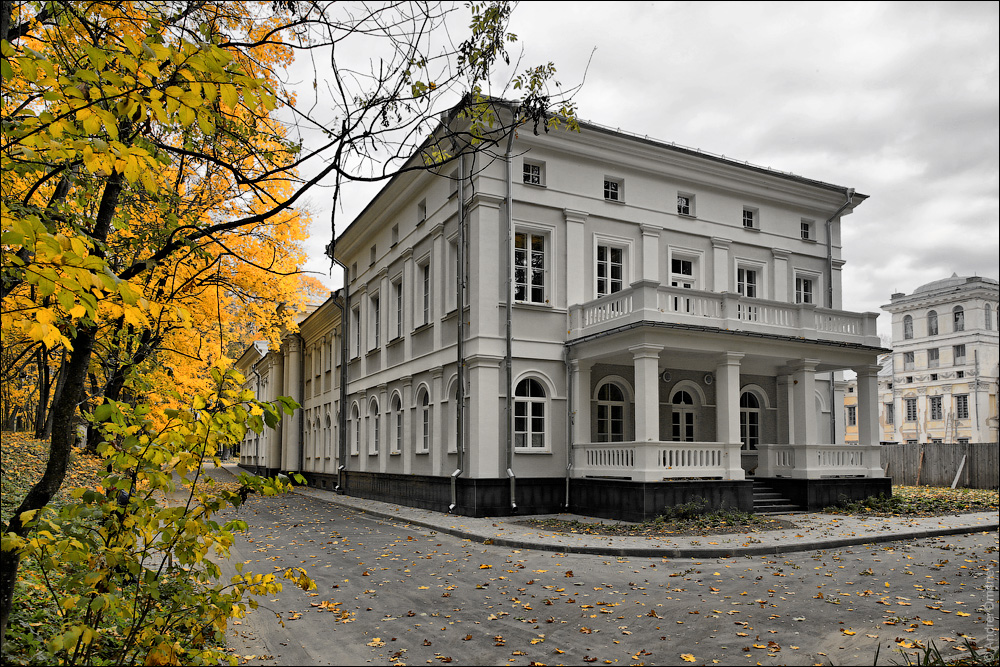
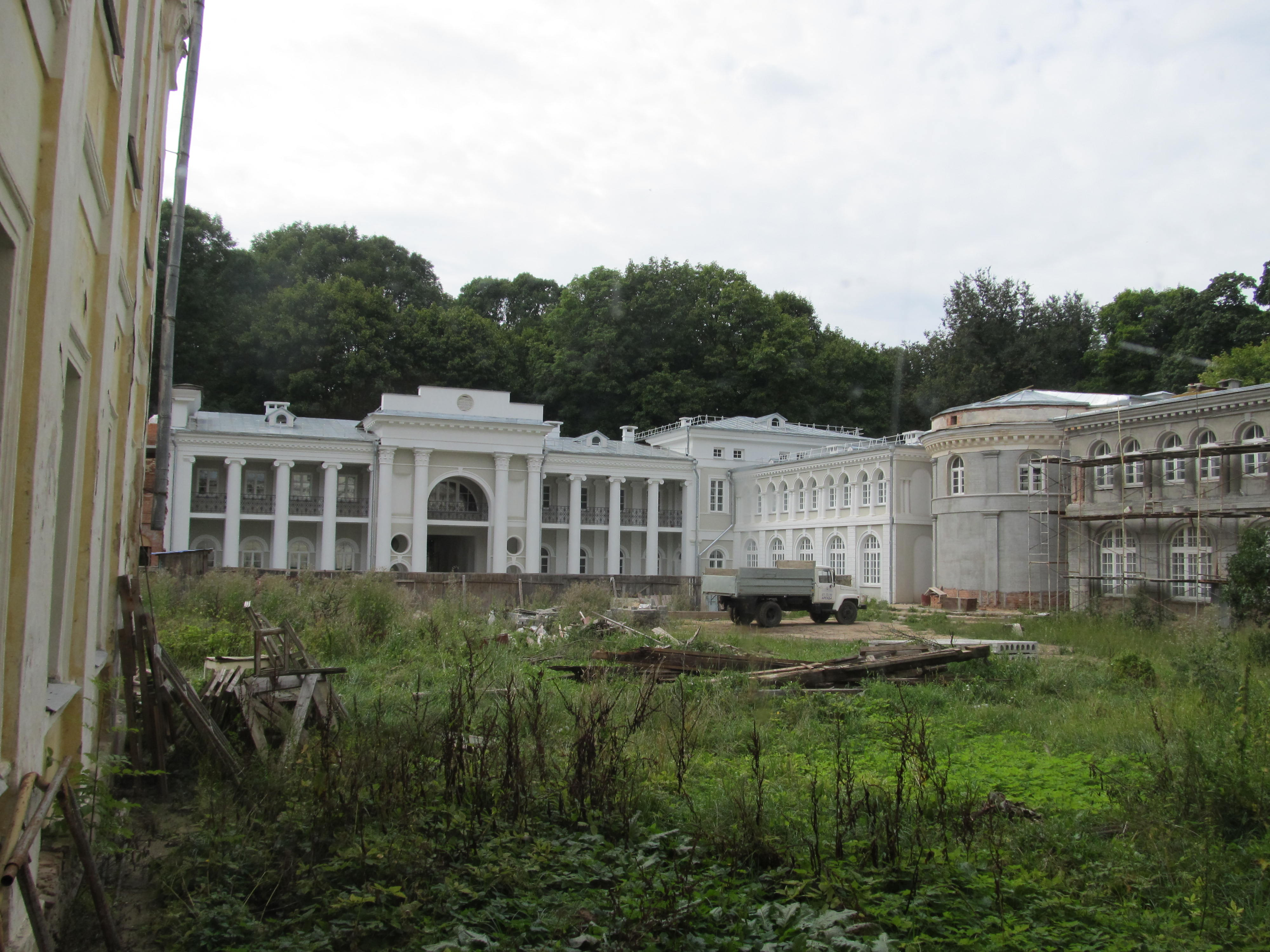
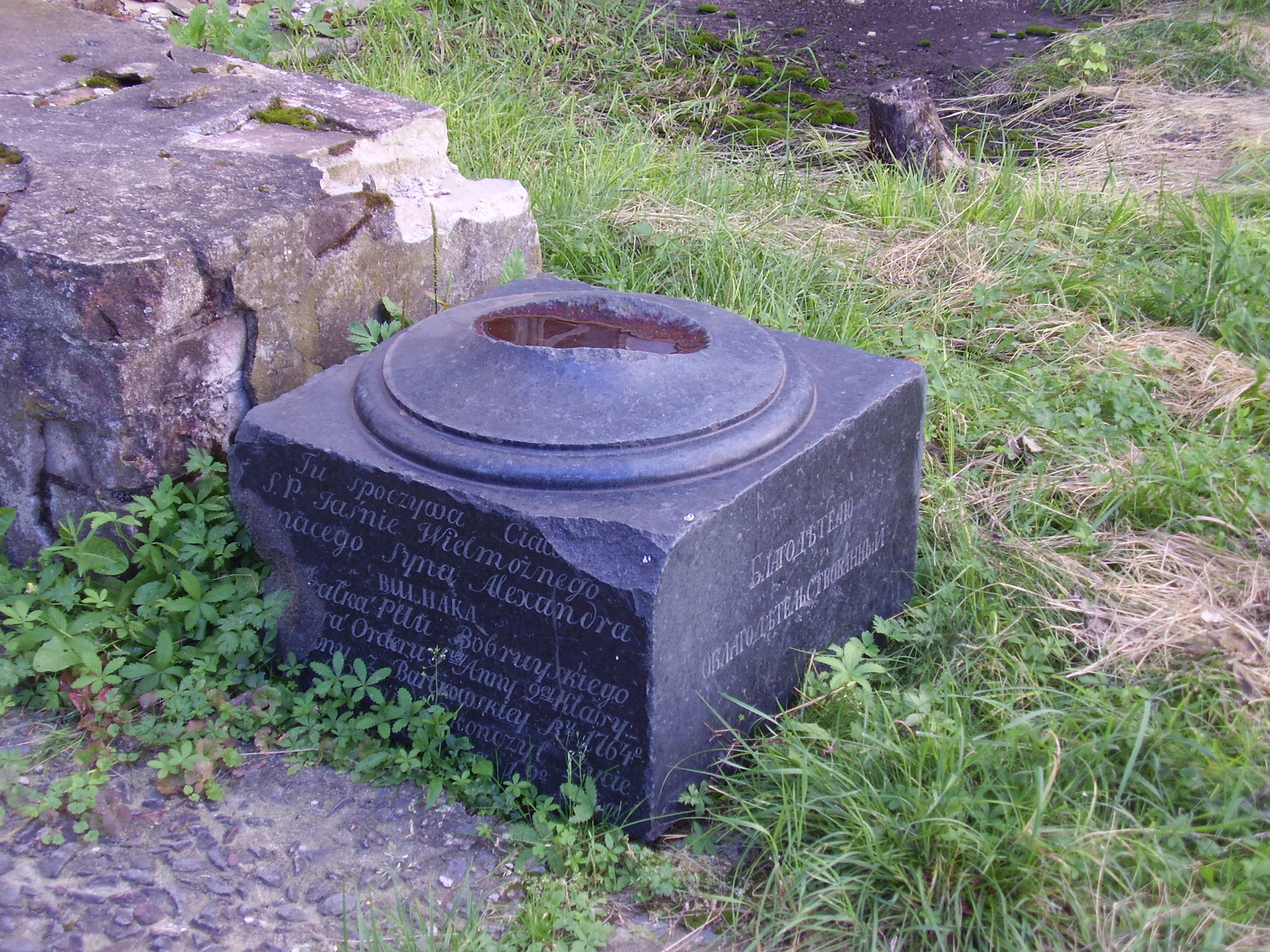
Fragment nagrobka Ignacego Bułhaka